# Schliefberg
Der Schliefberg ist ein Berg in Niederösterreich im Bezirk Korneuburg nahe der Ortschaft Leobendorf. Auf der Bergspitze befand sich eine historische Befestigungsanlage samt umlaufender Ringwallanlage.

## Geographie
Der Schliefberg gehört geologisch zur Waschbergzone. Der Berg ist komplett bewaldet, an den Südhängen befinden sich vereinzelte Weingärten.

## Geschichte

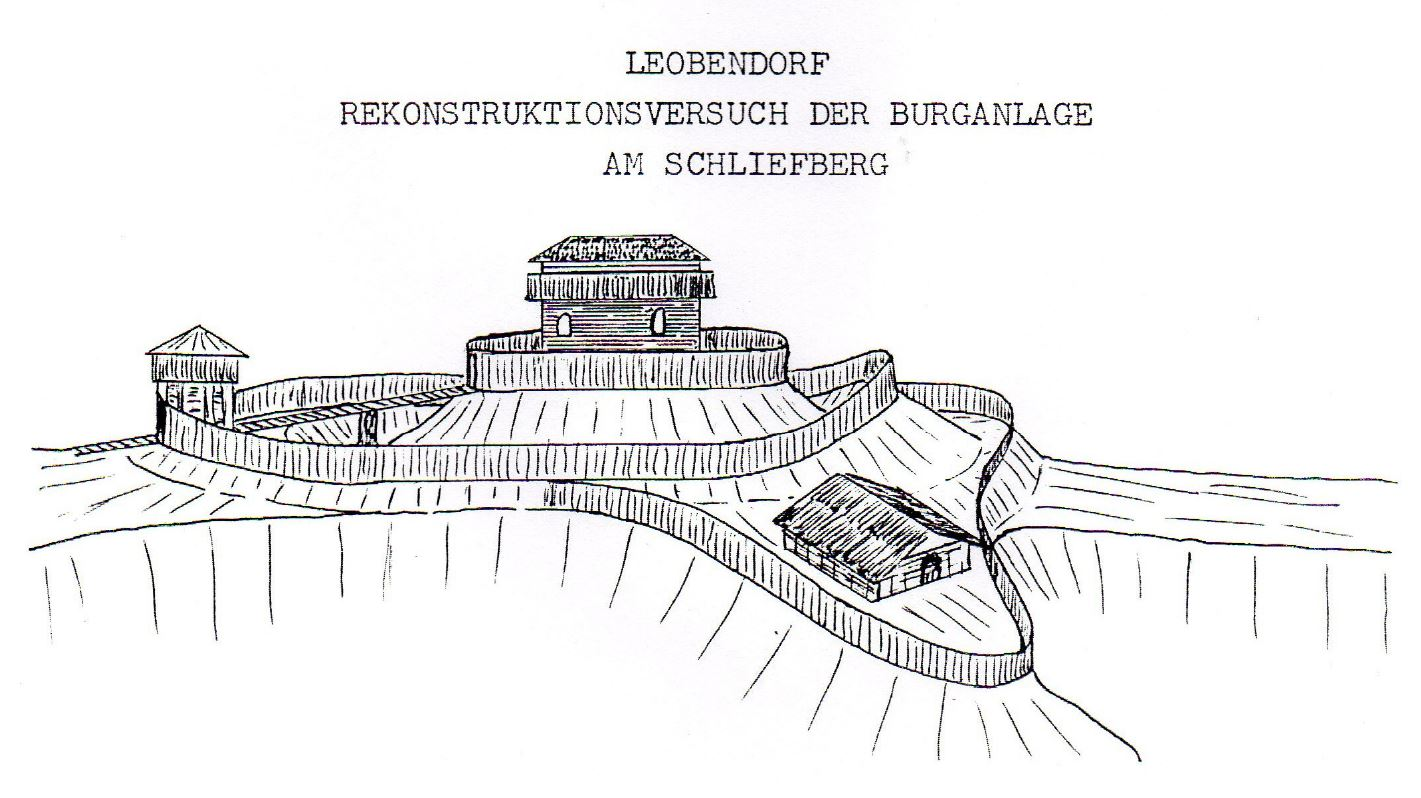
Rekonstruktion der Anlage auf dem Schliefberg von Hermann Schwammenhöfer

Am Höhenplateau des Schliefbergs befand sich in der Urnenfelder-/Hallstattzeit eine weitläufige, das gesamte etwa west-östlich verlaufende Plateau umfassende Höhensiedlung.
In die östliche Wallumfassung der Höhensiedlung wurde im Mittelalter eine Wehranlage errichtet. Das Zentrum der mittelalterliche Anlage war eine auf einer kegelstumpfförmigen Erhöhung liegende Befestigungsanlage mit einem Durchmesser von 12–18 Metern. Die Anlage war von einer ringförmig umlaufenden Wall- und Grabenanlage geschützt. Der Wall erreichte eine durchschnittliche Höhe von zwei Meter, an der Südwestseite nur mehr ein Meter. An der Nordseite der Anlage verbreiterte sich die Wallkrone zu einem sichelförmigen Vorwerk, dessen Plattform eine maximale Breite von zehn Metern erreichte.
Südöstlich der Anlage, außerhalb des Wallrings auf einem dreieckigen Plateau mit steil abfallenden Hängen befand sich eine „Wirtschaftsplattform“, die sich der urnenfelderzeitlichen Wallanlage bediente. Die bis zu drei Meter hohe Wallstufe am östlichen Ende der Plattform diente gemeinsam mit dem nördlich verlaufenden Wall der Sicherung der Anlage.
Eine 1878 im Auftrag von Graf Wilczek durchgeführte Grabung brachte im Bereich des Kernwerks Skelette von acht vermutlich Erhängten sowie zahlreiche Kleinfunde des Mittelalters, aber auch älterer Besiedlungsphasen zutage. Die Grabungen führten auch zur teilweisen Zerstörung der Anlage.
Der Hausberg dürfte von Anfang an zur Herrschaft der Burg Kreuzenstein gehört haben. Die archäologischen Funde lassen darauf schließen, dass die Anlage bis ins 14. Jahrhundert bewohnt wurde. Nach der Zerstörung der Befestigungsanlage diente der Hausberg nur mehr als Richtstätte. Daher vermutlich auch die Bezeichnung Galgenberg.
Unterhalb des Schliefbergs befand sich das seit dem Dreißigjährigen Krieg aufgelassene Dorf Atzgersdorf.
Am südwestlichen Hang des Schliefberg befand sich ein Steinbruch. Beim Steinbruch befand sich bereits vor 1409 ein im Besitz der Herrschaft Kreuzenstein stehendes Haus. Im Steinbruch waren ein Meister, mehrere Gesellen und Lehrlinge beschäftigt. Das Sandsteinmaterial wurde zum Hausbau, für Stufen und zur Herstellung von Schleifsteinen in der gesamten Umgebung verwendet. Die Stufen vom Stockerauer Kirchturm stammen vom Schliefberg. Als letzter Pächter wird Paul Horn genannt. Das Haus wurde 1945 im Zuge der letzten Kampfhandlungen zerstört.
Oberhalb des Steinbruchs befindet sich die 1842 errichtete „Stanislaus-Säule“. Die Gedenksäule wurde aus Dankbarkeit für einen am 24. November 1829 glimpflich überstanden Jagdunfall von Stanislaus Joseph Graf von Wilczek errichtet. Sie wurde im April 1945 kriegsbedingt beschädigt. Die Säule ist momentan nur mehr in herum liegenden Teilen vorhanden.
In der Nähe der Höhensiedlung befindet sich ein Wasserspeicher.
Neben dem bestehenden Speicher wird seit 2022 wird an einem weiteren Wasserspeicher gebaut. Der Hochbehälter dessen Fertigstellung im Juni 2023 geplant ist, wird ein Speichervolumen von 3000 m³ haben und voraussichtlich 3 Millionen Euro kosten. Er dient der Wasserversorgung von Korneuburg, Leobendorf, Oberrohrbach und Unterrohrbach.